# 장크트요한임퐁가우군

장크트요한임퐁가우군의 위치

장크트요한임퐁가우군(독일어: Bezirk St. Johann im Pongau)은 오스트리아 잘츠부르크주에 위치한 군으로 행정 중심지는 장크트요한임퐁가우이며 면적은 1,755.37km2, 인구는 77,872명(2001년 기준), 인구 밀도는 44명/km2이다. 북쪽으로는 할라인군, 북동쪽으로는 오버외스터라이히주 그문덴군, 동쪽으로는 슈타이어마르크주 리첸군, 남동쪽으로는 탐스베크군, 남쪽으로는 케른텐주 슈피탈안데어드라우군, 서쪽으로는 첼암제군과 접하며 북서쪽으로는 독일 바이에른주와 국경을 접한다.

## 하위 행정 구역
3개 도시, 7개 시장도시, 15개 일반 시를 관할한다.
- 도시
  - 비쇼프스호펜(Bischofshofen)
  - 라트슈타트(Radstadt)
  - 장크트요한임퐁가우(St. Johann im Pongau)
- 시장도시
  - 알텐마르크트임퐁가우(Altenmarkt im Pongau)
  - 바트호프가슈타인(Bad Hofgastein)
  - 그로스아를(Großarl)
  - 장크트파이트임퐁가우(St. Veit im Pongau)
  - 슈바르차흐임퐁가우(Schwarzach im Pongau)
  - 바그라인(Wagrain)
  - 베르펜(Werfen)
- 일반 시
  - 바트가슈타인(Bad Gastein)
  - 도르프가슈타인(Dorfgastein)
  - 에벤임퐁가우(Eben im Pongau)
  - 필츠모스(Filzmoos)
  - 플라하우(Flachau)
  - 포르스타우(Forstau)
  - 골데그(Goldegg)
  - 휘타우(Hüttau)
  - 휘트슐라흐(Hüttschlag)
  - 클라이나를(Kleinarl)
  - 뮐바흐암호흐쾨니히(Mühlbach am Hochkönig)
  - 파르베르펜(Pfarrwerfen)
  - 장크트마르틴암테넨게비르게(St. Martin am Tennengebirge)
  - 운터타우에른(Untertauern)
  - 베르펜벵(Werfenweng)